# Helpende zorg en welzijn
Een helpende zorg en welzijn is in Nederland iemand die werkt in de gezondheidszorg of in het welzijnswerk. Bij welzijn kan dat een medewerker in de kinderopvang of gehandicaptenzorg zijn. Bij de gezondheidszorg is het iemand die werkt in de zorg en mensen helpt met wassen en aankleden en het begeleiden van de dagstructuur. Wie medewerker helpende zorg en welzijn wil worden, dient de opleiding mbo niveau 2 helpende zorg en welzijn te hebben doorlopen.
Naast dit type zorgmedewerker bestaat er ook een helpende zorg en welzijn plus. Deze mag ook medicijnen verstrekken en enkele verpleegkundige taken uitvoeren. En vervolgens is er weer de mogelijkheid om door te groeien tot Helpende plus extra. Deze mag onder meer ook insuline toedienen en glucose prikken.